# Remind (옥주현의 음반)
《Remind》는 DSP미디어에서 엠넷미디어로 이적후에 옥주현이 발매한 세 번째 솔로음반이다. 거짓말이야 뮤직비디오에는 SG워너비의 김용준과 황정음이 출연해 화제가 되었다.

## 트랙리스트
1. Honey - 타이틀곡
2. 거짓말이야
3. 나에게 온다
4. 잘할 걸 그랬나 봐요
5. My Romeo (Duet With SG워너비 김용준)
6. 헤어지세요
7. 인사
8. 내 사랑 그렇게 싫었니
9. 가시방석
10. 마침내 우리 (Duet With Brown Eyed Soul 안정엽)
11. 제목 없는 번호
12. 벙어리